# بیگلی
بیگلی (انگلیسی: Bagley) شرکت صنایع غذایی آرژانتینی است، که در سال ۱۸۶۴ توسط ملویل سیول بیگلی تأسیس شد و هم‌اکنون زیرمجموعه‌ای از گروپو آرکور می‌باشد.